# Paulo Dybala
Paulo Bruno Exequiel Dybala (* 15. listopadu 1993 Laguna Larga) je argentinský profesionální fotbalista s polskými a italskými kořeny, který hraje na pozici útočníka či ofenzivního záložníka za italský klub AS Řím a za argentinský národní tým.
Dybala se jakožto talentovaný kreativní ofenzivní fotbalista stal srovnávaným s krajanem a později reprezentačním spoluhráčem Lionelem Messim, jejich podobná úloha na hřišti však Dybalovi ztěžuje etablování se v základní sestavě národního mužstva.

## Klubová kariéra
V Argentině hrál na začátku profesionální kariéry za klub Instituto Atlético Central Córdoba, za který debutoval již v 17 letech. Když vsítil svůj první gól ve druhé argentinské lize, stal se nejmladším skórujícím hráčem v této soutěži. Překonal tak i rekord Maria Kempese. V premiérové sezóně celkem nastřádal 40 odehraných utkání a 17 vstřelených gólů.

### Palermo
V červenci 2012 odešel do Evropy do italského klubu US Palermo, kde podepsal kontrakt do června 2016.
Během první sezóny v Palermu – onehdy vlastněném byznysmenem Mauriziem Zamparinim – vstřelil pouze tři ligové góly a jeho Palermo tak čekal sestup do Serie B.
Trenér Gennaro Gattuso byl ještě v září zastoupen Giuseppem Iachinim, který podpořil Dybalův růst ve velkého hráče, který během jednoho roku ve druhé lize zaznamenal na 30 utkání (včetně poháru), vstřelil sedm gólů a na další nahrával.
Třetí sezóna za Palermo byla opět prvoligová a 20letý Dybala se začal řadit mezi nadějné prospekty italské ligy.
V rozestavení 3–5–2 utvořil nebezpečnou útočnou dvojici vedle Franca Vázqueze, vstřelil 13 gólů a 10 jich pro spoluhráče připravil. Palermo skončilo sezónu v bezpečí středu tabulky.

### Juventus
Začátkem června 2015 se dohodl na pětiletém kontraktu s mistrem Serie A Juventusem Turín (přestoupil za min. 32 milionů eur). V Juventusu nosil číslo 21, ovšem později oblékal dres už s číslem 10.
Zkraje nové sezóny se jedním gólem přičinil o zisk italského superpoháru proti Laziu pořádaném v čínské Šanghaji. Do utkání byl vyslán jako náhrada za střídajícího Kingsleyho Comana.
Trenér Massimiliano Allegri Dybalu nasadil do utkání na hřišti AS Řím 30. srpna a ten se odvděčil gólem – svým prvním za Juve – do římské brány. Juventus přesto prohrál výsledkem 1:2 a poprvé v dějinách prohrál rovnou úvodní dvě ligová utkání.
V polovině prosince se gólově prosadil v domácím poháru proti městskému rivalovi Turín FC, utkání nakonec skončilo 4:0 pro Juventus.
V únoru se trefil do sítě Bayernu Mnichov v prvním utkání v osmifinále Ligy mistrů a jeho premiérový gól v této soutěži pomohl mužstvu otočit výsledek z 0:2 na 2:2.
Odveta v Mnichově se obešla bez Dybalovy účasti, neboť se během tréninku zranil.
Juventus následně proti Bayernu neuspěl, získal ale Scudetto – italský mistrovský titul.
Allegri dosáhl na Scudetto rovněž v sezóně 2016/17, při které Dybalovi svěřil úlohu staženého útočníka za jeho reprezentačním kolegou a čerstvou posilou Gonzalem Higuaínem v rozestavení 4–2–3–1.
Zpočátku se ale museli oba hráči navzájem přizpůsobit, Dybala se navíc k tomu stahoval více do středu pole v případě netvořivosti zálohy, což snížilo jeho gólovou potenci.
Prvně se v sezóně gólově prosadil v průběhu září v Lize mistrů proti Dinamu Záhřeb, čímž podepřel výhru „Staré dámy“ 4:0 nad chorvatským mužstvem.
Při cestě za triumfem v domácím poháru Coppa Italia v sezóně 2016/17 byl se 4 góly nejlepším střelcem soutěže (společně s Marcem Borriellem a Goranem Panděvem.
V sedmém říjnovém ligovém kole na půdě rivala Interu Milán vstřelil svůj první gól v sezóně už po čtyřech minutách a pomohl utkání vyhrát (2:1).
Na začátku prosince 2019 nastoupil v základní sestavě po boku Cristiana Ronalda v utkání Serie A proti Laziu Řím, ten však Juventus nezvládl a podlehl 1:3. Pro Dybalu to bylo jeho 200. utkání za Juventus napříč všemi soutěžemi.
V březnu 2020 u něj byla, jako u třetího hráče Juventusu, potvrzena nákaza nemocí covid-19.
V ligovém zápase 12. května 2021 pomohl vyhrát 3:1 nad Sassuolem svým 100. gólem za Juventus. V klubové historii je prvním Jihoameričanem, jemuž se toto zdařilo.

#### Sezóna 2021/22
Dybala otevřel skóre úvodního zápasu ligové sezóny 2021/22 hraného 22. srpna 2021 již po třech minutách a jakožto kapitán pomohl uhrát venkovní remízu 2:2 s Udinese ještě asistencí na druhý gól Juve, který dal Juan Cuadrado. S letním odchodem Cristiana Ronalda začal Juventus pomalu, prohrál druhý zápas ligy doma s Empoli, ovšem první skupinový zápas Liga mistrů UEFA 2021/22 Juventus 14. září vyhrál. Pod touto výhrou 3:0 proti Malmö se gólem z penalty podepsal i Dybala, který v evropské soutěži skóroval po 10 měsících a byl navíc vyhlášen hráčem zápasu. Jeho význam pro mužstvo se projevil 19. září výkonem před domácími diváky v derby s AC Milán v rámci 4. kola Serie A. Asistencí na gól Álvara Moraty se zapsal mezi nejlepší hráče na hřišti, ovšem soupeř dokázal vyrovnat na konečných 1:1. Derby d'Italia na stadionu Interu Milán 24. října skončilo nerozhodně 1:1, poté co Dybala zachránil bod z jím proměněné penalty v 89. minutě.
Juventus vedený po několika letech opět trenérem Massimilianem Allegrim si zajistil postup do osmifinále Ligy mistrů 2. listopadu, to vyhrál 4:2 nad Zenitem i svůj čtvrtý zápas ze čtyř. Argentinec vstřelil góly dva – jeden z penalty – navrch si připsal další asistenci Moratovi.
Dybala se na podzim 2021 se "Starou dámou" ústně domluvil na prodloužení kontraktu, Juventus však posléze nabídku stáhl, vzájemná spolupráce tak po sedmi letech skončila.

### AS Řím
V létě 2022 AS Řím oficiálně potvrdil podpis Paula Dybaly. Argentinský reprezentant byl po odchodu z Juventusu volným hráčem a s Giallorossi se dohodl na smlouvě do roku 2025. Premiérou mu byl úvodní ligový duel na hřišti Salernitany 14. srpna 2022, ve kterém římské mužstvo vyhrálo 1:0. Poprvé se v lize gólově prosadil proti Monze 30. srpna a konečnému výsledku 3:0 přispěl dvěma góly, z nichž druhý byl zároveň jeho 100. trefou v italské lize. Proti Lecce 9. října stanovil vítězné skóre 2:1 proměněnou penaltou, po níž následovalo jeho vystřídání vynucené svalovým zraněním.

## Reprezentační kariéra
V A-mužstvu Argentiny debutoval pod trenérem Gerardem Martinem 13. října 2015 v kvalifikačním zápase proti reprezentaci Paraguaye (remíza 0:0). Do konce roku 2015 stihl odehrát ještě další dvě utkání.
V roce 2018 se zúčastnil Mistrovství světa v Rusku, ale nenáležel mezi hráče základní sestavy a odehrál celkově pouhých 20 minut.

### Copa América 2019
Dybalovo jméno bylo trenérem Lionelem Scalonim zahrnuto v předběžné květnové nominaci čítající celkově 40 fotbalistů. Nakonec se vměstnal do závěrečné nominace pro turnaj Copa América, jehož hostitelem byla Brazílie. Argentina byla proti Kataru v závěrečném třetím skupinovém zápase hraném 23. června nucena vyhrát. Uhrála postupovou výhru 2:0, o níž se prvním gólem postaral Lautaro Martínez, jehož pro závěrečných 15 minut vystřídal Dybala. Ten ve svém prvním turnajovém zápase následně asistoval Sergiu Agüerovi na druhý gól Argentinců. Ve čtvrtfinále dostal před Dybalou opět přednost Martínez, jenž 29. června pomohl postoupit přes Venezuelu. Naopak Dybala odehrál jen pár závěrečných minut. Následkem vyřazení domácí Brazílií v semifinále hrála Argentina o bronz s Chile. Dybala dostal důvěru v základní sestavě a splatil ji gólem na 2:0. Argentina nakonec vyhrála 2:1.

## Styl hry
Dybala je moderní útočník s vytříbenou technikou umožňující vynikající driblink a mimořádnou kontrolu balónu. Jeho herní styl je přirovnáván k Lionelu Messimu, Diego Forlán jej přirovnal k Sergiu Agüerovi, Enzo Maresca zase k Vincenzu Montellovi.

## Úspěchy
Klubové
Palermo SSD
- 1× vítěz Serie B (postup do Serie A) – 2013/14

Juventus FC
- 5× vítěz Serie A – 2015/16, 2016/17, 2017/18, 2018/19, 2019/20
- 4× vítěz Coppa Italia – 2015/16, 2016/17, 2017/18, 2020/21
- 3× vítěz Supercoppa italiana – 2015, 2018, 2020

Reprezentační
Argentinská reprezentace
- bronzová medaile na Copa América – 2019
- zlatá medaile - Finalissima – 2022
- zlatá medaile na Mistrovství světa ve fotbale - Mistrovství světa ve fotbale 2022

Individuální
- 4× Tým roku Serie A – 2015/16,[42] 2016/17,[43] 2017/18,[44] 2019/20[45]
- 1× nejlepší nahravač Serie A – 2014/15 (10 asistencí)[46]
- 1× nejlepší střelec Coppa Italia – 2016/17 (4 góly, společně s dalšími dvěma hráči)[18]
- 1× nejužitečnější hráč Serie A – 2019/20[47]
- Nejlepší jedenáctka podle ESM – 2016/17[48]

Zdroj:

## Osobní život
Jeho oblíbeným klubem je FC Barcelona.